# 제트추진
제트추진은 제트 기관으로 로켓이나 그 밖의 비행체를 추진하는 일이다. 제 추진은 공기나 물에서 반대 방향으로 움직이는 방향으로 분사되는 공기의 흐름을 전달함으로써 발생한다. 뉴턴의 제3법칙에 의하면, 움직이는 물체는 그 반대편으로 움직인다. 그것은 제트 엔진에서 가장 흔하게 사용되지만, 가장 보편적인 우주선 추진체이기도 하다.

## 같이 보기
- 제트기